# Weibin
Weibin léase: Uéi-Bin (en chino: 渭滨区; pinyin;Wèibīn Qū lit; a orillas del wei) anteriormente conocida como Shen-Nón (神农区) , de la cual se dice que fue la ciudad natal del emperador Yan (炎帝). Es un distrito urbano bajo la administración directa de la ciudad-prefectura de Baoji, provincia de Shaanxi, centro geográfico de la República Popular China.  Su área total es de 728 km² y su población proyectada para 2018 llegó a 424 430 habitantes. 
Weibin es la sede de gobierno de la ciudad de Baoji, y por lo tanto el eje económico y político de la ciudad-prefectura. Weibin comparte el área metropolitana con Chencang de la cual se encuentra pasado el río Wei. 

## Administración
Desde 2018 el distrito Weibin se dividen en 10 pueblos  , que se administran en 5 subdistritos y 5 poblados.

## Geografía
El distrito de Weibin yace en las montañas Qin , la llanura de Guanzhong/Wei (llanura aluvial formada por el río Weihe y sus afluentes) y la zona de transición de la meseta de Loes . La zona urbana con forma de fila india se ubica al noreste del distrito con una altitud promedio de 580 m s. n. m. en las riberas del río Wei .
El distrito se extiende aproximadamente 31 kilómetros de este a oeste y 28 kilómetros de ancho de norte a sur, ocupando un área total 728 kilómetros cuadrados. Está a 22 kilómetros del centro de la ciudad de Baoji , a 173 kilómetros de Xi'an , la capital provincial y a 166 km de Tianshui .
Las montañas alcanzan una elevación máxima de 2774 metros y una altura mínima de 800 metros, la elevación de la llanura va desde 600 metros hasta la mínima de 561 metros.

## Clima
El distrito de Weibin está ubicado en la zona del interior del noroeste de China con un clima semihúmedo y semiárido en la zona templada cálida y monzón continental en latitudes medias. Debido a la compleja estructura de la superficie y la gran diferencia de altitud, las diferencias climáticas son grandes. El invierno se ve afectado por la masa de aire polar continental. Al norte el aire es seco, la temperatura es baja y con frecuencia hay heladas y olas de frío. El verano, se ve afectado por la masa de aire tropical del océano. De marzo a mayo, la temperatura aumenta más rápidamente, la precipitación es poca y las sequías son frecuentes. La lluvia se hace presente en más cantidad en el otoño. La temperatura media anual es de 12.8 °C, la temperatura promedio en enero es de 0.2 °C, la temperatura mínima extrema es de -18.4 °C (28 de diciembre de 1991); la temperatura promedio en julio es de 25.3 °C y la temperatura máxima extrema es de 41.7 °C (17 de junio de 2006). El período libre de heladas tiene un promedio de 224 días por año. El promedio anual de horas de sol es de 1913.9 horas. La precipitación promedio anual es de 647.1 mm, y el promedio anual de días de lluvia es de 100 días en promedio.
| Parámetros climáticos promedio de Weibin (1971−2000) | Parámetros climáticos promedio de Weibin (1971−2000) | Parámetros climáticos promedio de Weibin (1971−2000) | Parámetros climáticos promedio de Weibin (1971−2000) | Parámetros climáticos promedio de Weibin (1971−2000) | Parámetros climáticos promedio de Weibin (1971−2000) | Parámetros climáticos promedio de Weibin (1971−2000) | Parámetros climáticos promedio de Weibin (1971−2000) | Parámetros climáticos promedio de Weibin (1971−2000) | Parámetros climáticos promedio de Weibin (1971−2000) | Parámetros climáticos promedio de Weibin (1971−2000) | Parámetros climáticos promedio de Weibin (1971−2000) | Parámetros climáticos promedio de Weibin (1971−2000) | Parámetros climáticos promedio de Weibin (1971−2000) |
| Mes                                                  | Ene.                                                 | Feb.                                                 | Mar.                                                 | Abr.                                                 | May.                                                 | Jun.                                                 | Jul.                                                 | Ago.                                                 | Sep.                                                 | Oct.                                                 | Nov.                                                 | Dic.                                                 | Anual                                                |
| ---------------------------------------------------- | ---------------------------------------------------- | ---------------------------------------------------- | ---------------------------------------------------- | ---------------------------------------------------- | ---------------------------------------------------- | ---------------------------------------------------- | ---------------------------------------------------- | ---------------------------------------------------- | ---------------------------------------------------- | ---------------------------------------------------- | ---------------------------------------------------- | ---------------------------------------------------- | ---------------------------------------------------- |
| Temp. máx. abs. (°C)                                 | 20.7                                                 | 25.5                                                 | 28.0                                                 | 36.2                                                 | 37.8                                                 | 40.2                                                 | 40.9                                                 | 41.6                                                 | 40.0                                                 | 33.0                                                 | 25.8                                                 | 23.2                                                 | '                                                    |
| Temp. máx. media (°C)                                | 5.1                                                  | 7.8                                                  | 12.8                                                 | 20.1                                                 | 25.2                                                 | 29.7                                                 | 30.9                                                 | 29.4                                                 | 23.7                                                 | 18.4                                                 | 12.0                                                 | 6.7                                                  | 18.5                                                 |
| Temp. media (°C)                                     | 0.1                                                  | 2.7                                                  | 7.7                                                  | 14.2                                                 | 19.2                                                 | 23.6                                                 | 25.4                                                 | 24.3                                                 | 18.9                                                 | 13.3                                                 | 6.8                                                  | 1.5                                                  | 13.1                                                 |
| Temp. mín. media (°C)                                | −3.5                                                 | −0.9                                                 | 3.5                                                  | 9.3                                                  | 13.9                                                 | 18.2                                                 | 21.1                                                 | 20.2                                                 | 15.3                                                 | 9.6                                                  | 3.1                                                  | −2.2                                                 | 9.0                                                  |
| Temp. mín. abs. (°C)                                 | −13.9                                                | −11.4                                                | −5.3                                                 | −1.7                                                 | 4.8                                                  | 10.0                                                 | 12.9                                                 | 13.2                                                 | 6.0                                                  | −2.0                                                 | −8.0                                                 | −16.1                                                | '                                                    |
| Precipitación total (mm)                             | 6.4                                                  | 10.6                                                 | 24.6                                                 | 52.4                                                 | 62.8                                                 | 76.2                                                 | 111.1                                                | 114.6                                                | 109.6                                                | 63.7                                                 | 19.6                                                 | 4.7                                                  | 656.3                                                |
| Días de precipitaciones (≥ 0.1 mm)                   | 4.1                                                  | 5.4                                                  | 8.0                                                  | 8.7                                                  | 9.9                                                  | 10.8                                                 | 11.4                                                 | 11.0                                                 | 12.6                                                 | 10.3                                                 | 5.4                                                  | 3.4                                                  | 101                                                  |
| Fuente: Weather China                                |                                                      |                                                      |                                                      |                                                      |                                                      |                                                      |                                                      |                                                      |                                                      |                                                      |                                                      |                                                      |                                                      |

## Hidrología
Los ríos en el distrito de Weibin pertenecen al sistema del río Weihe en la cuenca del río Amarillo. Hay 11 tributarios principales, todos los cuales se originan en el pie norte de las montañas Qinling.